# 창 (1997년 영화)
"창"(娼)은 1997년 공개된 대한민국의 영화이다.

## 배역
- 신은경 : 영은/방울 역
- 한정현 : 길룡 역
- 최동준 : 나현 역
- 정경순 : 미숙 역
- 안병경 : 가계 장씨 역
- 방은미 : 장씨 부인 역
- 오지혜 : 애리 역

## 수상
- 1997년 제35회 대종상
  - 여우조연상 - 정경순
  - 미술상
  - 음향기술상
  - 의상상
- 1997년 제18회 청룡영화상
  - 여우주연상 - 신은경
  - 여우조연상 - 정경순
  - 촬영상 - 전조명
- 1998년 제34회 백상예술대상
  - 영화부문 인기상 - 신은경